# La Tour-du-Meix
La Tour-du-Meix är en kommun i departementet Jura i regionen Bourgogne-Franche-Comté i östra Frankrike. Kommunen ligger i kantonen Orgelet som tillhör arrondissementet Lons-le-Saunier. År 2022 hade La Tour-du-Meix 262 invånare.

## Befolkningsutveckling
Antalet invånare i kommunen La Tour-du-Meix
Referens:INSEE